# Баррис, Питер
Пи́тер Джеймс Ба́ррис (англ. Peter James Barris; род. 1952, Чикаго, Иллинойс, США) — американский бизнесмен и венчурный капиталист, председатель совета директоров и генеральный партнёр компании «NEA». Один из самых богатых американских греков (444 млн долларов, 2017, The National Herald). Член совета директоров многих компаний, включая «Broadview Networks Holdings», «Echo Global Logistics», «Groupon», «Hillcrest Laboratories», «InnerWorkings», «Jobfox», «MediaBank», «SnagFilms», «Vonage Holdings» и «ZeroFOX». С 2007 года имя Барриса часто появляется в Списке Мидаса журнала «Forbes» (#8/2011, #76/2014).

## Биография
Родился и вырос в Чикаго в греческой семье. Его отец Джеймс был инженером-проектировщиком, а мать домохозяйкой. Предки Питера иммигрировали в США из Греции.
Окончил Школу инженерных и прикладных наук Северо-Западного университета со степенью бакалавра наук в области электротехники (1974) и Школу бизнеса Така Дартмутского колледжа со степенью магистра делового администрирования (1977).
В 1977—1985 годах работал в корпорации «General Electric» на различных руководящих должностях, в том числе вице-президента и генерального управляющего отдела информационных услуг «GXS Inc.».
Занимал пост президента и COO «Legent Corporation», старшего вице-президента отдела системного программного обеспечения компании «UCCEL Corp.».
С 1992 года работает в компании «New Enterprise Associates» (NEA), в 1999—2017 годах занимал пост генерального управляющего партнёра.
Вице-председатель совета попечителей Северо-Западного университета, член совета контролёров Школы бизнеса Така, член-основатель филантропической организации «Venture Philanthropy Partners» (Вашингтон, округ Колумбия).
Будучи активным деятелем греческой диаспоры, является членом благотворительного фонда «Leadership 100» Греческой Православной Архиепископии Америки, оказывающего поддержку организациям Американской архиепископии в продвижении и развитии греческого православия и эллинизма в США. Фонд был создан в 1984 году под эгидой архиепископа Иакова. Член Ордена святого апостола Андрея, носит оффикий (титул) архонта Вселенского Патриархата Константинополя.

## Личная жизнь
В браке с супругой Эдриенн имеет двух дочерей. Проживает в Маклейне (Вирджиния).